# Cryptocarya pulchrinervia
Cryptocarya pulchrinervia är en lagerväxtart som beskrevs av André Joseph Guillaume Henri Kostermans. Cryptocarya pulchrinervia ingår i släktet Cryptocarya och familjen lagerväxter. Inga underarter finns listade i Catalogue of Life.